# Joe Averdung
Joe Averdung (* 4. Mai 1903 in Essen; † April 1997 in Köln) war ein deutscher Gebrauchsgrafiker und Zeichner, insbesondere Aquarellist.

## Leben und Werk
Averdung absolvierte ein Studium der Grafik und arbeitete danach in Berlin freischaffend vor allem als Gebrauchsgrafiker. Er entwarf u. a. Plakate und Buchumschläge und -Illustrationen. Die Fachzeitschrift Gebrauchsgrafik urteilte in Heft 1/1936: „Averdung hat ein instinktives Gefühl für Bewegung und Bewegtheit. Sehr angenehm berührt die liebenswürdige Anspruchslosigkeit seiner Kompositionen. Aus den kommerziellen Wünschen des Verlegers und dem Inhalt eine Buches versteht er geschickt eine Synthese zu formen.“
Averdung war Mitglied des Bunds Deutscher Gebrauchsgraphiker und in der Zeit des Nationalsozialismus obligatorisch der Reichskammer der bildenden Künste.
Nach der Teilnahme am Zweiten Weltkrieg arbeitete er freischaffend in Westberlin. Neben gebrauchsgrafischen Arbeiten betätigte er sich auch in der freien Kunst, vor allem als Zeichner und Aquarellist.
Um 1950 zog er nach Ostberlin. Dort schuf er insbesondere eine große Anzahl von Aquarellen mit Motiven vom Aufbau der Stalinallee, beginnend mit den Enttrümmerungsarbeiten und dem Bau des Hochhauses an der Weberwiese. Zwölf dieser Bilder publizierter der Verlag der Kunst 1952 in der Mappe Berlin Stalinallee.12 Aquarelle. In deren Geleitwort heißt es: „… Averdung ist zu einem Chronisten des großen Aufbauwerks … geworden … Mit flottem und sicherem Strich, voll zarter und doch sehr lebendiger Farbigkeit sind diese Aquarelle hingeschrieben, auf denen bei Averdungs besonderer Neigung zum Graphischen das Zeichnerische, das Journalistische in den Vordergrund tritt.“
1955 ging Averdung in die Bundesrepublik. Er lebte in Köln und betätigte sich neben der Gebrauchsgrafik wieder als freier Künstler.
Averdung war mit Elisabeth Holz-Averdung verheiratet.

## Werke (Auswahl)

### Zeichenkunst
- Die erweiterte Christophstraße (1946, Federzeichnung; Graphische Sammlung des Kölnischen Stadtmuseums)
- Brandenburger Tor (1950, Aquarell mit Feder, 35,5 × 47,5 cm; Stadtmuseum Berlin, Inv.-Nr. VII 83/9 w)[2][3]
- Strausberger Platz, 21.12.52 (1952, Aquarell)[4]
- Vorbereitung 1. Mai 1952 (1952, Aquarell)[5]
- Schloss Türnich (1988, Aquarell, ca. 50 × 33,5 cm)[6]

### Buchillustrationen
- Fritz Fillies: Großdeutsche Grenadiere im Kampf. Kameraden aller Gaue in einem Regiment beim Feldzug in Belgien und Frankreich. Zeitgeschichte-Verlag, 1941
- Leo Menter: Ludwig Börne. Meister des Wortes und Kämpfer für Recht und Freiheit. Biographie. Kongress - Verlag, Berlin, 1954
- 10 Regeln für eine richtige Ernährung. Bundesausschuß für volkswirtschaftliche Aufklärung, 1970

## Ausstellungen (unvollständig)
- 1952: Bautzen, Görlitz und Zittau (Wanderausstellung „Berliner Künstler“)
- 1983: Köln